# Capri, Kampanien
Capri är en ort och kommun på ön Capri i storstadsregionen Neapel, innan 2015 provinsen Neapel, i regionen Kampanien i Italien. Kommunen hade 7 159 invånare (2017).